# Game Creek
Game Creek és una concentració de població designada pel cens dels Estats Units a l'estat d'Alaska. Segons el cens del 2000 tenia 35 habitants.

## Demografia
Segons el cens del 2000, Game Creek tenia 35 habitants, 10 habitatges, i 7 famílies La densitat de població era de 2,8 habitants/km².
Dels 10 habitatges en un 40% hi vivien nens de menys de 18 anys, en un 50% hi vivien parelles casades, en un 10% dones solteres, i en un 30% no eren unitats familiars. En el 20% dels habitatges hi vivien persones soles el 20% de les quals corresponia a persones de 65 anys o més que vivien soles. El nombre mitjà de persones vivint en cada habitatge era de 3,5 i el nombre mitjà de persones que vivien en cada família era de 4,29.
Per edats la població es repartia de la següent manera: un 25,7% tenia menys de 18 anys, un 11,4% entre 18 i 24, un 28,6% entre 25 i 44, un 22,9% de 45 a 60 i un 11,4% 65 anys o més.
L'edat mediana era de 36 anys. Per cada 100 dones hi havia 133,3 homes. Per cada 100 dones de 18 o més anys hi havia 160 homes.
La renda mediana per habitatge era de 30.833 $ i la renda mediana per família de 19.688 $. Els homes tenien una renda mediana de 7.083 $ mentre que les dones 0 $. La renda per capita de la població era d'11.221 $. Cap de les famílies estaven per davall del llindar de pobresa.

## Poblacions més properes
El següent diagrama mostra les poblacions més properes.